# Илиополис (Илиноис)
Илиополис (енгл. Illiopolis) град је у америчкој савезној држави Илиноис.

## Демографија
По попису из 2010. године број становника је 891, што је 25 (-2,7%) становника мање него 2000. године.
| Група             | 2000.       | 2010.       |
| Белци             | 906 (98,9%) | 870 (97,6%) |
| Афроамериканци    | 0 (0,0%)    | 5 (0,6%)    |
| Азијати           | 0 (0,0%)    | 0 (0,0%)    |
| Хиспаноамериканци | 1 (0,1%)    | 4 (0,4%)    |
| Укупно            | 916         | 891         |